# William Gregory (Chemiker)

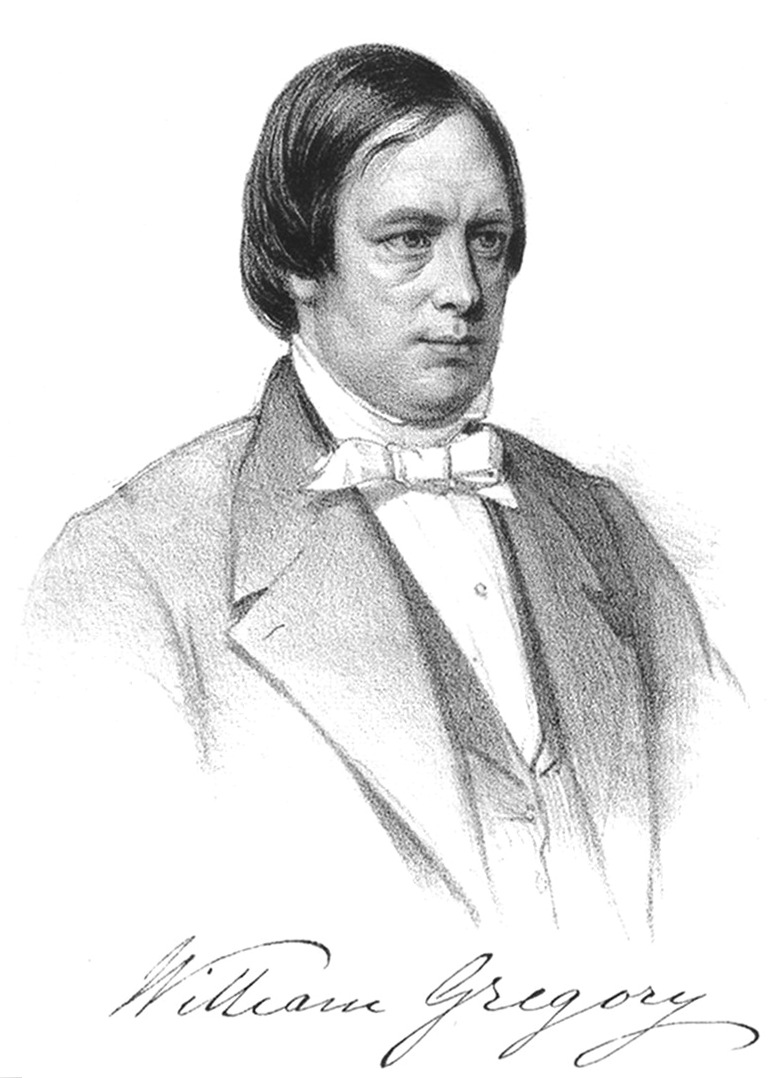
William Gregory

William Gregory (* 25. Dezember 1803 in Edinburgh; † 24. April 1858 ebenda) war ein schottischer Arzt und Chemiker. Er studierte bei Liebig und übersetzte einige seiner Werke. Er war außerdem interessiert an animalischem Magnetismus und Phrenologie.

## Leben
Gregory wurde 1803 als vierter Sohn des Mediziners und Chemikers James Gregory und Isabella MacLeod in Edinburgh geboren.
Nach einer medizinischen Ausbildung in Edinburgh, die er 1828 abschloss, zog er nach Gießen und studierte an der dortigen Universität Chemie. 1831 entwickelte er ein Verfahren zur Herstellung von „salzsaurem Morphium“, das bald weithin verwendet wurde. Das heute als „Gregory-Salz“ bekannte Gemisch bestand aus Morphin und Codein, welches durch Opium und Calciumchlorid gewonnen wurde.
1832 wurde er zum Mitglied der Royal Society of Edinburgh gewählt und war von 1844 bis 1858 deren Sekretär.
Nachdem er einige weitere Jahre in Europa studiert hatte, wurde er extra-akademischer Dozent für Chemie in Edinburgh. Er wurde erst zum Professor für Chemie an der Andersonian University in Glasgow ernannt, später dann war er Dozent in der Dublin Medical School. 1839 wurde er Professor für Medizin und Chemie im King’s College, Aberdeen. 1844 wurde er Nachfolger seines alten Lehrers Thomas Charles Hope an der Universität Edinburgh. Er war ein erfolgreicher Dozent, litt aber zunehmend an einer Krankheit, die ihn in seiner Lehrtätigkeit stark beeinträchtigte.
Am 24. April 1858 starb Gregory in seinem Haus in der Princes Street. Er hinterließ seine Ehefrau und einen Sohn. Er wurde auf dem Friedhof Canongate Kirkyard in der Royal Mile beerdigt.

## Werke
Gregory hatte als Student von Justus Liebig in Gießen einige von dessen Werken ins Englische übersetzt und bearbeitet. Seine eigenen Werke schenkten ihm Bedeutung im Bereich der organischen Chemie. Eine Liste von 40 seiner Schriften wurde dem Catalogue of Scientific Papers der Royal Society übergeben. Er schrieb außerdem einige Arbeiten zu Kieselalgen. Einige seiner Werke sind:
- Outlines of Chemistry, 1845; Zweite Auflage, 1847; anschließend in zwei Bände aufgeteilt, The Handbook of Inorganic und Organic Chemistry, 1853; das zweite Handbuch wurde in Deutschland veröffentlicht, die Bearbeitung nahm Theodor Gerding 1854 in Braunschweig vor.
- Letters to a Candid Inquirer on Animal Magnetism, 1851.

Er veröffentlichte außerdem folgende Werke, bei denen es sich um Übersetzungen von Liebigs Werken handelt: Animal Chemistry, Chemistry in its Applications to Agriculture and Physiology, Familiar Letters on Chemistry, Instructions for Chemical Analysis of Organic Bodies, Agricultural Chemistry, Chemistry of Food, and Researches on the Motion of the Juices in the Animal Body, außerdem veröffentlichte er eine Übersetzung von Karl Reichenbachs Researches on Magnetism, Electricity, Heat, &c., in their relation to Vital Force, 1850. Zusammen mit Liebig übersetzte er Edward Turners Elements of Chemistry.